# Zgoda (województwo kujawsko-pomorskie)
Zgoda – wieś w Polsce położona w województwie kujawsko-pomorskim, w powiecie aleksandrowskim, w gminie Aleksandrów Kujawski.
W latach 1975–1998 miejscowość należała administracyjnie do województwa włocławskiego.

## Części miejscowości
| Identyfikator SIMC | Nazwa miejscowości | Rodzaj miejscowości |
| ------------------ | ------------------ | ------------------- |
| 0857700            | Zalesie            | część wsi           |

Wieś w sołectwie Stawki – zobacz pozostałe jednostki pomocnicze gminy Aleksandrów Kujawski w BIP.